# Kedungrukem
Kedungrukem is een bestuurslaag in het regentschap Gresik van de provincie Oost-Java, Indonesië. Kedungrukem telt 2490 inwoners (volkstelling 2010).